# Tête de Siguret
La Tête de Siguret (3.032 m s.l.m.) è una montagna delle Alpi Marittime che si trova nel dipartimento francese delle Alpi dell'Alta Provenza.

## Descrizione
È la montagna più alta della linea di cresta che separa la valle di Larche dal vallone dei Sagnes. Sovrasta il comune di Jausiers.

## Accesso alla vetta
La cima viene in genere raggiunta da nord, a piedi o con gli sci da sci alpinismo.